# Justiniano Borgoño
Justiniano Borgoño Castañeda (Trujillo, 5 de septiembre de 1836-Lima, 27 de enero de 1921) fue un militar y político peruano que en su calidad de segundo vicepresidente de la República ocupó la Presidencia del Perú, de abril a agosto de 1894, en reemplazo del fallecido presidente Remigio Morales Bermúdez.
Hijo de un general de brigada del ejército peruano, dejó la administración agrícola para unirse al ejército tras el estallido de la guerra civil en 1858. Regresó al servicio militar veinte años después para servir en la Guerra del Pacífico, durante la cual luchó en la defensa de Lima. Sobrevivió a una herida en la pierna y fue tomado como prisionero de guerra, siendo confinado en Chile durante tres meses. Regresó al Perú, y pese a haber prometido no volver a empuñar armas contra Chile, se puso a órdenes del general Andrés Avelino Cáceres, participando en Campaña de la Breña, ya en su fase final.
Apoyó luego a Cáceres durante su enfrentamiento con el general Miguel Iglesias. Instalado el primer gobierno cacerista, fue nombrado ministro de Guerra y Marina, cargo que ejerció de 1886 a 1887. Durante el gobierno de Remigio Morales Bermúdez, fue segundo vicepresidente de la República de 1890 a 1894; y presidente del Consejo de Ministros en 1891. 
Al fallecer repentinamente el presidente Morales Bermúdez, Borgoño suplantó al primer vicepresidente,  Pedro Alejandrino del Solar (a quien constitucionalmente correspondía la sucesión), y con el apoyo de los caceristas, asumió como presidente del Perú, cargo que ejerció por cuatro meses, de abril a agosto de 1894. Convocó rápidamente a elecciones generales, en las que el general Cáceres fue elegido por segunda vez, traspasándole entonces el poder. Derrocado Cáceres en 1895 por la revolución encabezada por Piérola, viajó a la Argentina. El nuevo gobierno lo borró del escalafón. Regresó en 1901, siendo entonces reincorporado al ejército. Ya jubilado y alejado totalmente de la vida pública, se retiró a Ancón, donde murió en 1921.
Entre otros cargos que ejerció en su carrera política están los de prefecto de La Libertad y de Arequipa, así como diputado al Congreso de la República.

## Primeros años
Nació el 5 de septiembre de 1836 en Trujillo (Perú). Su padre, Pedro Antonio Borgoño, nació en Chile; fue veterano de la Guerra de la Independencia del Perú y alcanzó el grado de general de brigada del Ejército peruano. Su madre, Manuela Castañeda y Madalengoitia, era natural de Trujillo. Tenía una hermana llamada Enriqueta Borgoño de Abril. Fue sobrino de José Manuel Borgoño, destacado oficial al servicio de la independencia de Chile y veterano de la batalla de Rancagua, que hizo la campaña al Perú bajo el mando del general José de San Martín.
Inició su educación en 1847 en el Colegio Seminario San Carlos y San Marcelo, de su ciudad natal. Cinco años después, terminó sus estudios y se hizo cargo de la administración de la hacienda de su familia en el valle de Chicama. Tenía sólo dieciséis años cuando su padre lo puso a cargo de la plantación, que se llamaba «Tulape». Permaneció en Tulape durante cuatro años, donde fue descrito como un trabajador excepcionalmente duro. Estuvo casado con Jesús Salas de la Torre Urraca.

## Carrera militar

### En la guerra civil de 1856-58
En 1856, a la edad de veinte años, dejó Tulape y se unió al Ejército peruano con el grado de subteniente. Su motivación para esta vocación fue el largo y meritorio servicio de su padre en el ejército. Rápidamente se involucró en el combate; ese mismo año, había estallado en todo el país una guerra civil. Manteniéndose leal al gobierno establecido, luchó contra las fuerzas revolucionarias de Manuel Ignacio de Vivanco. A órdenes del capitán de fragata Antonio de la Haza, tomó parte en la toma de los puertos de Islay e Iquique en diciembre de 1856 y del puerto de Arica en 1858. Como resultado de su servicio, fue ascendido a capitán. Tras ser derrotada la rebelión, regresó a Tulape y arrendó la propiedad de sus padres, la cual continuó administrando hasta el estallido de la guerra del Pacífico.

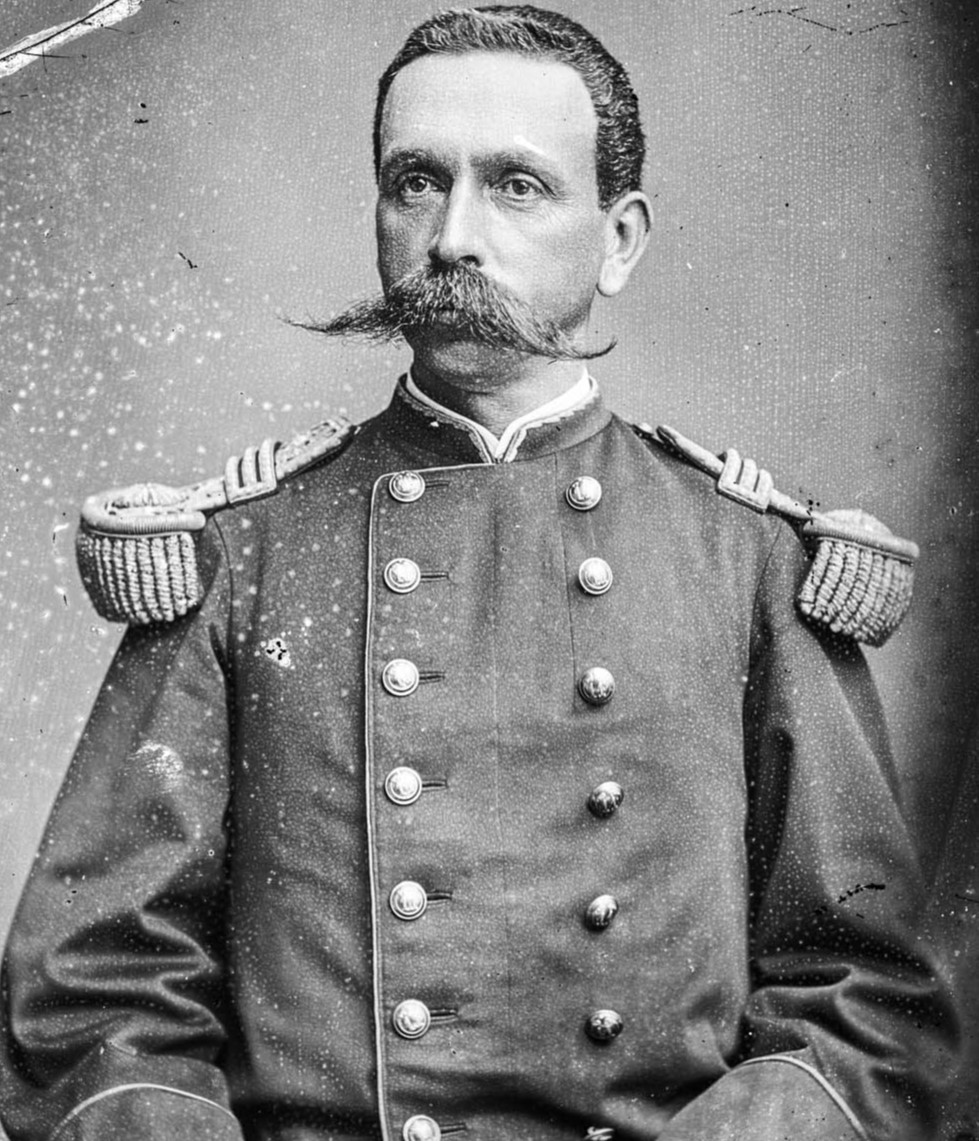
Borgoño en 1881.

### En la guerra contra Chile
Tras estallar la guerra contra Chile, llamada guerra del Pacífico, en abril de 1879, regresó al servicio militar. Organizó el batallón Libres de Trujillo en menos de dos semanas después del comienzo de la guerra. En dicho batallón se enrolaron jóvenes de la alta sociedad trujillana. Con el grado de teniente coronel, pasó a resguardar La Punta, en el Callao. Su misión era contrarrestar el bloqueo naval y un posible desembarco chileno.
Luego, ya con el grado de coronel, fue trasladado con su unidad al pie del Morro Solar, en la hacienda Villa, en Chorrillos. Combatió en la heroica resistencia del Morro Solar, episodio que forma parte de la batalla de San Juan y Chorrillos, librada el 13 de enero de 1881. Peleó hasta quedar sin municiones y fue herido en la pierna derecha, siendo tomado prisionero. Llevado a Lima, fue liberado tres meses después por el general Cornelio Saavedra Rodríguez, jefe de las fuerzas chilenas de ocupación, quien era amigo de la familia Borgoño radicada en Chile; a cambio, se comprometió a no volver a tomar las armas contra los chilenos. Sus heridas fueron atendidas por el médico Enrique Arias Soto.
Borgoño retornó a Trujillo y reanudó sus labores agrícolas. El contralmirante Lizardo Montero, entonces jefe de los departamentos del Norte, lo nombró Prefecto y Comandante General del Departamento de La Libertad, cargo que ejerció entre julio de 1881 y junio de 1882.
Consciente que tenía por encima el deber de luchar por su patria antes que cumplir promesa alguna dada al invasor, organizó una pequeña división y con ella se unió al Ejército del Norte que dirigía el general Miguel Iglesias, contribuyendo con la victoria peruana de San Pablo el 13 de julio de 1882.
Cuando Miguel Iglesias dio el Grito de Montán invocando un acuerdo de paz con Chile con cesión territorial, Borgoño no estuvo de acuerdo y marchó a Tarma, donde se puso a órdenes del general Andrés A. Cáceres, que era el jefe político y militar de los departamentos del Centro. Fue en ese momento histórico en que surgió la rivalidad entre Iglesias y Cáceres.
Borgoño, por encargo de Cáceres, tomó el mando del Batallón Zepita N.º 2, al que disciplinó e instruyó con mucho celo. Siguió a Cáceres a lo largo de su campaña del Norte y peleó en la batalla de Huamachuco, librada el 10 de julio de 1883, que fue la última gran batalla de la guerra del Pacífico. Derrotado y herido, Borgoño se retiró a Conchucos.
Pese a la derrota, Borgoño permaneció leal a Cáceres, quien lo nombró Comandante General de las fuerzas de La Libertad, con el propósito de continuar la resistencia contra los chilenos. Luego asumió la prefectura del mismo departamento, de 16 de octubre a 30 de noviembre de 1883. Firmado el tratado de paz con Chile, quiso reanudar sus negocios particulares, pero ante el alzamiento de los pueblos contra el gobierno de Iglesias y a favor de Cáceres, optó por continuar en la vida pública. Fue nombrado nuevamente Comandante General y Prefecto de La Libertad, cargos que ejerció de 22 de julio a 3 de septiembre de 1884.

### En la guerra civil de 1884-85
Cuando el descontento se hizo masivo contra el gobierno de Miguel Iglesias, Borgoño se sumó a la campaña del general Cáceres para derribar a dicho régimen. Rechazó la jefatura del Ejército del Norte, y con el pretexto de dirigirse a Guayaquil, se trasladó a Lima para averiguar la situación del país y hacia donde se orientaba el sentimiento popular.
Luego se dirigió a Arequipa, donde inició una activa colaboración con la revolución acaudillada por el general Cáceres. Fue nombrado sucesivamente prefecto y comandante general del Arequipa (de 25 de octubre de 1884 a 2 de enero de 1885);  comandante general de la Primera División del Ejército; ministro interino de Guerra y Marina (de 8 de enero a 2 de febrero de 1885) y jefe militar de la plaza (de 27 de marzo a 13 de mayo de 1885).
Al frente de sus tropas marchó hacia Concepción (Junín), donde se unió con las fuerzas del general Cáceres. El país libró entonces una guerra civil entre caceristas e iglesistas. Participó en el combate de Masma, librado el 4 de julio de 1885. Después de algunos movimientos tácticos se unió a la división del coronel Remigio Morales Bermúdez y contribuyó a la toma de Canta, el 15 de agosto. Luego participó en la batalla de Huaripampa, el 15 de noviembre, y en la toma del pueblo de Chicla, el día 30. Estuvo en la caída de la capital el 1 de diciembre, que puso fin a la guerra civil. Luego se le encargó el desarme de las partidas irregulares que todavía actuaban en Lambayeque, La Libertad y Cajamarca.
Iglesias se rindió y se exilió, mientras que Cáceres ganó las elecciones y asumió la presidencia en 4 de junio de 1886.

## Carrera política

### Diputado, ministro de Estado y segundo vicepresidente

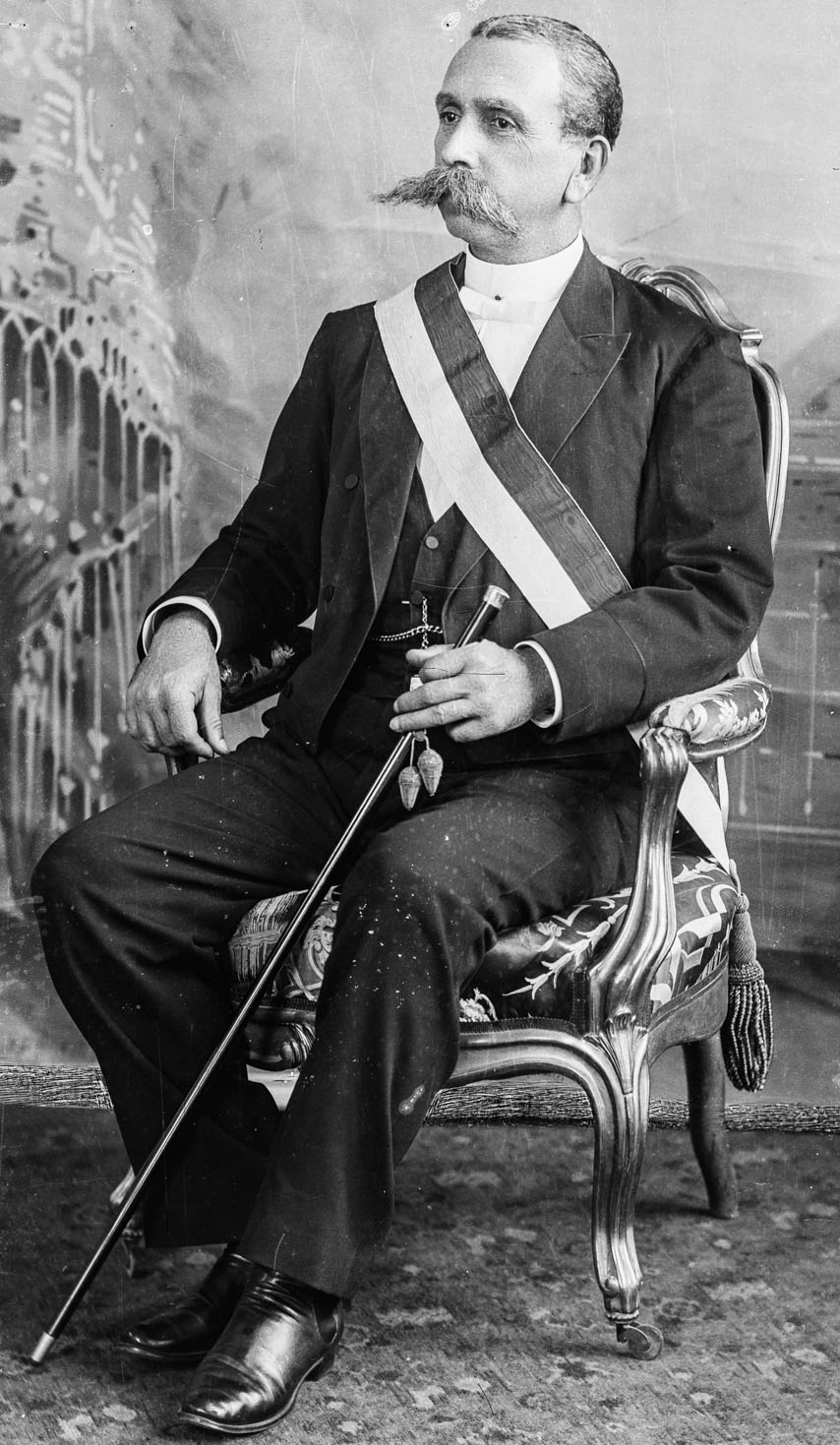
Borgoño en 1894.

Borgoño fue elegido diputado por su natal Trujillo, ejerciendo dicha representación de 1886 a 1889. Fue también nombrado ministro de Guerra y Marina al inaugurarse el primer gobierno de Andrés A. Cáceres. Dicho cargo lo ejerció en dos períodos: de 4 de junio a 22 de noviembre de 1886, y de 22 de agosto a 4 de octubre de 1887.
En 1890 Borgoño fue elegido segundo vicepresidente de la República, por debajo del primer vicepresidente Pedro Alejandrino del Solar, e integrando el gobierno del coronel Remigio Morales Bermúdez. Este, al igual que Borgoño, era leal a Cáceres, el mismo que lo había seleccionado personalmente para que lo sucediera como presidente.  Del Solar, por otra parte, era parte de la oposición a Cáceres y aliado de Nicolás de Piérola.
Durante el gobierno de Morales Bermúdez, Borgoño fue también  presidente del Consejo de Ministros y ministro de Guerra, de 24 de agosto a 14 de octubre de 1891; así como diputado por Pataz, de 1890 a 1894.

### Presidente del Perú

#### Ascenso al poder
El presidente Morales Bermúdez, víctima de una repentina enfermedad, falleció el 1 de abril de 1894, a solo cuatro meses de culminar su mandato. Ese mismo día, coincidentemente, estaba programado para que se realizaran las elecciones presidenciales, en las que participaba el general Cáceres, que contaba con el notorio apoyo gobiernista. 
El encargado de asumir el mando constitucional era el primer vicepresidente Pedro Alejandrino del Solar, pero este se había enemistado con los círculos caceristas al denunciar el doloso apoyo que el gobierno estaba dando a Cáceres. Los caceristas lograron suspender las elecciones, mientras que el Consejo de Ministros entregó la presidencia a Justiniano Borgoño para que en su calidad de segundo vicepresidente completara los cuatro meses que restaba al mandato de Morales Bermúdez. Todo esto se hizo con apariencias de legalidad, alegando que el primer vicepresidente había cedido voluntariamente el poder a Borgoño.
En realidad, Del Solar había protestado contra la marginación sufrida, mediante cartas. Primero reclamó ante el Consejo de Ministros que no se le entregara el poder cuando Morales Bermúdez estaba ya incapacitado físicamente. Luego protestó por la entrega a Borgoño del mando de las fuerzas de mar y tierra, que le quitaba atribuciones. Todas estas quejas fueron interpretadas por los ministros como que Del Solar se excusara de asumir sus funciones, por lo que entregaron el mando a Borgoño. Aparentemente, siguieron la norma constitucional, invocándose el artículo 91 de la Constitución vigente, que establecía que, a falta del presidente y del primer vicepresidente, asumía el poder el segundo vicepresidente.
El ascenso de Borgoño a la presidencia se ha atribuido alternativamente a la influencia de Cáceres, que buscaba volver a ser presidente a toda costa, y a la intervención militar en favor de Borgoño. Tras protestar por la arbitrariedad cometida en su contra, Del Solar pasó a la clandestinidad en Arica.

#### Obras y hechos importantes
Borgoño gobernó con un Consejo de Ministros presidido por Baltasar García Urrutia, que era a la vez su ministro de Relaciones Exteriores.
Durante la primera semana de su gobierno, disolvió el Congreso, alegando que era ilegítimo y no representaba los intereses nacionales, y convocó a nuevas elecciones generales. A lo largo de su breve mandato, enfrentó en todo el país el accionar de las montoneras, sobre todo en el norte, donde actuaban la partida de los hacendados piuranos Teodoro, Oswaldo, Augusto y Edmundo Seminario. También persiguió a miembros del opositor Partido Civilista, siguiendo las órdenes de Cáceres.
A pesar de su brevedad, la administración de Borgoño afrontó múltiples casos de corrupción, incluso de parte del mismo ministro de Hacienda, Horacio Ferreccio, quien huyó del país para evadir a la justicia. De otro lado, el gobierno adquirió los vapores Constitución y Chalaco, este último de transporte militar; pero casi todo el presupuesto nacional se destinó a sostener al Ejército de tierra, prácticamente el único respaldo con el que contaba el gobierno.
La presidencia de Borgoño es generalmente considerada como un medio para allanar la vuelta de Cáceres a la presidencia de la República.

#### Elecciones de 1894

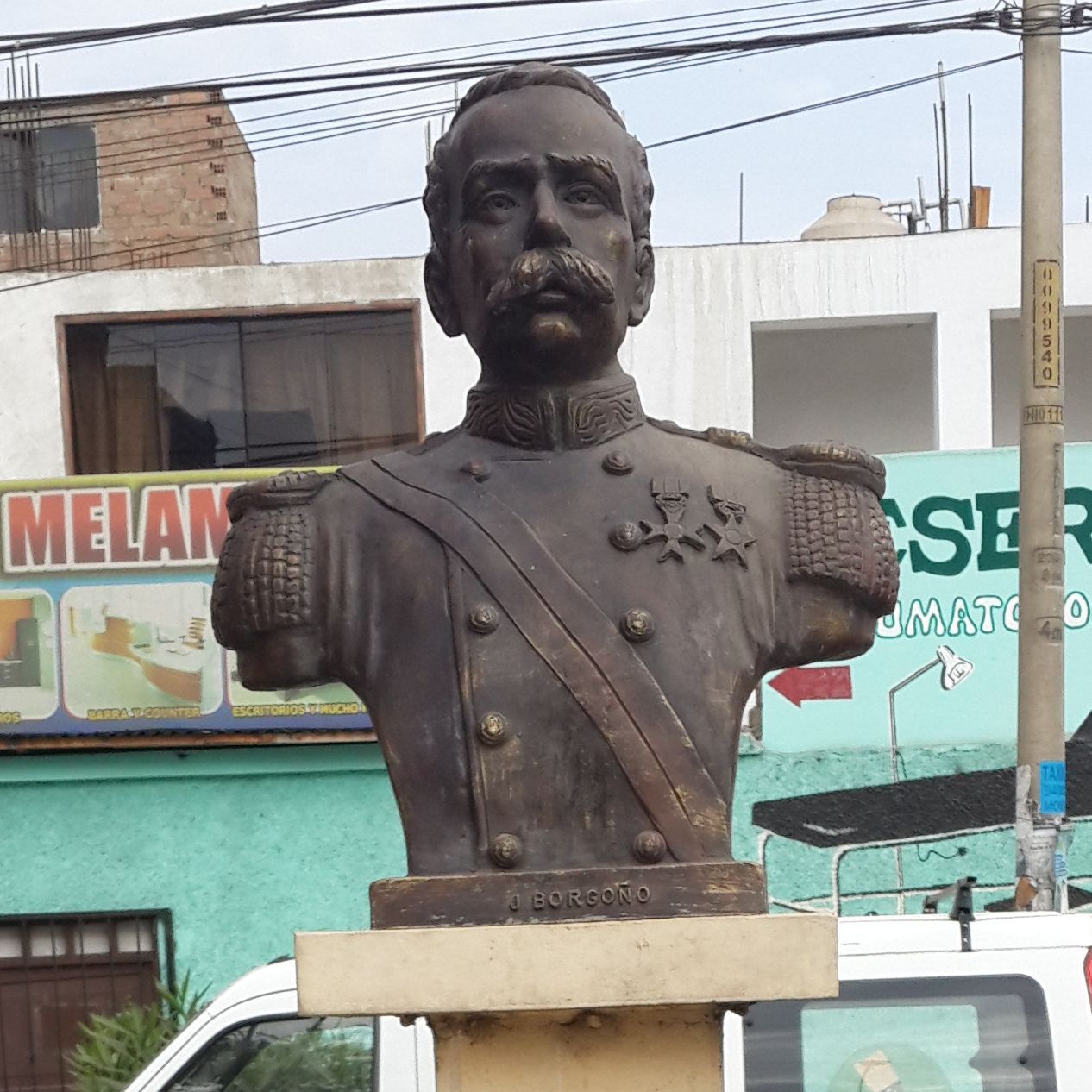
Busto de Borgoño.

Borgoño convocó a nuevas elecciones, no solo para elegir a un nuevo Presidente de la República, sino para renovar totalmente al Congreso. Esto último era un acto claramente inconstitucional pues solo se podía renovar el Congreso por tercios. Borgoño buscaba así allanar el camino para la elección del general Cáceres, quien, representando al Partido Constitucionalista, se presentó como único candidato, obteniendo el triunfo.
Instalado el nuevo Congreso, este revisó las actas electorales y reconoció el triunfo de Cáceres. La toma de mando se realizó el 10 de agosto de 1894. Borgoño, que hasta entonces ostentaba el grado de coronel, fue ascendido a general de brigada.

### La guerra civil de 1894-95
Las elecciones de 1894 dieron pase a un nuevo período de violencia en la política peruana. Los partidos opositores a Cáceres, el Civil y el Demócrata o pierolista, desconocieron el resultado de las elecciones y consideraron la nueva ascensión de Cáceres al poder como una usurpación. Ambos partidos dejaron de lado sus diferencias y formaron la Coalición Nacional, que pasó a la ofensiva en todo el país. 
Estalló así una sangrienta guerra civil.
El liderazgo de la Coalición fue asumido por Nicolás de Piérola, quien había regresado recientemente de su exilio en Chile. Después de una serie de revueltas ocurridas en todo el Perú en protesta contra la presidencia de Cáceres, Piérola lideró un ataque armado a Lima el 16 de marzo de 1895, lo que condujo a la renuncia de Cáceres y con ello al cese del fuego. Se instauró el gobierno de una Junta presidida por Manuel Candamo que convocó elecciones, en las que triunfó Piérola, quien asumió entonces la presidencia.

## Últimos años y muerte
Luego de que Piérola asumiera la presidencia, Borgoño decidió abandonar el Perú y trasladarse a Argentina, donde trabajó nuevamente en emprendimientos agrícolas. Como acto de represalia del gobierno, fue borrado del escalafón del ejército, al igual que el general Cáceres.
Borgoño retornó al Perú en 1901, ya bajo el gobierno de Eduardo López de Romaña. Por resolución legislativa de 20 de septiembre de 1902 fue reincorporado al escalafón, siendo admitido en el Consejo de Oficiales Generales.
Jubilado por límite de edad, se estableció en el balneario de Ancón, el mismo lugar donde también se retiró Cáceres, su antiguo jefe. Residió allí, completamente ajeno a la política, hasta su muerte el 27 de enero de 1921, a la edad de 84 años. Fue enterrado en el cuartel de San Juan de la Cruz. Una calle de Miraflores, Lima, fue rebautizada en su honor; la calle General Borgoño se extiende once cuadras y es interrumpida por la Huaca Pucllana. Además, en 2013 se erigió un busto que lo representa en su ciudad natal, Trujillo. Posteriormente fue robado de su pedestal por ladrones.